# Antoine-Louis Barye
Antoine-Louis Barye (ur. 24 września 1796 w Paryżu, zm. 25 czerwca 1875 tamże) – francuski rzeźbiarz, od 1818 uczeń F. J. Bosio w Szkole Sztuk Pięknych.

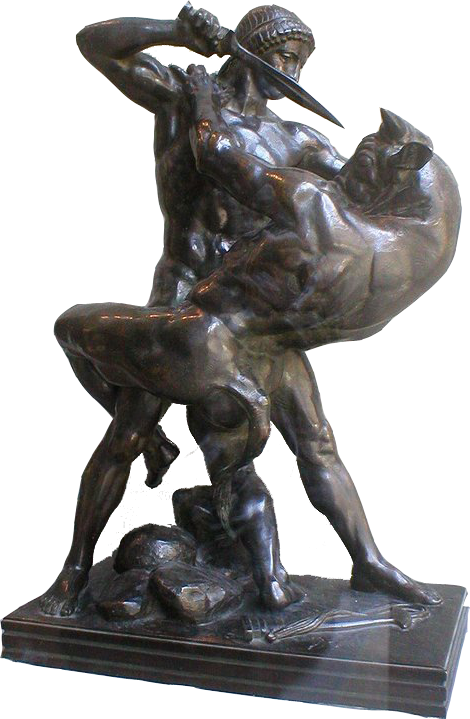
Antoine-Louis Barye, Walka Tezeusza z Minotaurem

## Życiorys
Pierwszy sukces osiągnął rzeźbą Tygrys rozszarpujący krokodyla, wystawioną na Salonie 1831, mimo że jej wymowa była w sprzeczności z poglądami jurorów. Swoje zainteresowanie antykiem uwidocznił w pracy Walka Tezeusza z Minotaurem. W 1837 roku jego prace nie zostały dopuszczone do Salonu w 1837 i dopiero w 1847 roku przyjęto jego pracę Lew. 